# 東ロマンス語
東ロマンス語（ひがしロマンスご、英: Eastern Romance languages）は、ロマンス諸語の分類例の一つで、イタロ・西ロマンス語と対を成す概念である。
イタリア標準語及びイタリア南部の言語、そしてルーマニア語を含む。ルーマニアやモルドバは、属州ダキアの歴史から生じたロマンス語の飛び地である。スラブ諸語など他系統の言語に囲まれ、また現在ではギリシャ正教を受容するなど、他のロマンス語圏と比較して特異な状態にある。
ラ・スペツィア＝リミニ線の東側の言語であり、標準イタリア語とルーマニア語は、複数形の表現が共通している。

## 種類
- 標準イタリア語
  - イタリア南部の諸言語
- ルーマニア語（ダキア・ルーマニア語、ダコ＝ルーマニア語）
  - モルドバ語
- アルーマニア語
- イストロ＝ルーマニア語
- メグレノ＝ルーマニア語